# Daniel Depp
Daniel P. Depp (* 14. November 1953 in Kentucky) ist ein US-amerikanischer Drehbuch- und Krimi-Autor sowie Filmproduzent. Er ist der ältere Halbbruder (mütterlicherseits) des US-Filmschauspielers Johnny Depp.

## Leben und Wirken
Daniel Depp wurde in Kentucky geboren. Als er vier Jahre alt war, ließen sich seine Eltern scheiden, und die Kinder blieben bei der Mutter, die erneut heiratete. Der neue Ehemann adoptierte die Kinder, gemeinsam bekam das Ehepaar zwei weitere, von denen eines der Schauspieler Johnny Depp ist. Die Familie zog sehr häufig um, letztlich wuchs Depp hauptsächlich in Florida auf. Er arbeitete bereits als Geschichtslehrer, hat einen Buchladen geführt und Kunstkritiken für Zeitungen verfasst. Außerdem hat er mehrfach eigene Fotografien ausgestellt und Drehbuchschreiben gelehrt. Einige Jahre arbeitete er in der Produktionsfirma seines Bruders Johnny in Hollywood.
Depp schrieb am Drehbuch zu dem 1997 für die Goldene Palme nominierten Film The Brave mit, bei dem sein Bruder Johnny Depp Regie führte und die Hauptrolle spielte.
2009 veröffentlichte er seinen ersten Kriminalroman Loser’s Town (Verlag Simon & Schuster, London), der im Herbst desselben Jahres unter dem Titel Stadt der Verlierer bei C. Bertelsmann in Deutschland erschien. Mittlerweile sind mit Nächte in Babylon und Tanz mit dem Teufel zwei weitere Romane um den Privatdetektiv David Spandau erschienen.
Daniel Depp ist verheiratet und lebt in der Nähe von San Francisco und in Frankreich.

## Werke
- Loser's Town (2009) (deutsch: Stadt der Verlierer, 2011, ISBN 978-3-442-47535-3)
- Babylon Nights (2010) (deutsch: Nächte in Babylon, 2011, ISBN 978-3-570-58502-3)
- Tanz mit dem Teufel (2013, ISBN 978-3-570-58513-9)